# Eumacroxiphus brachyurus
Eumacroxiphus brachyurus är en insektsart som först beskrevs av Heinrich Hugo Karny 1926.  Eumacroxiphus brachyurus ingår i släktet Eumacroxiphus och familjen vårtbitare. Inga underarter finns listade i Catalogue of Life.